# Atentado de Anagni

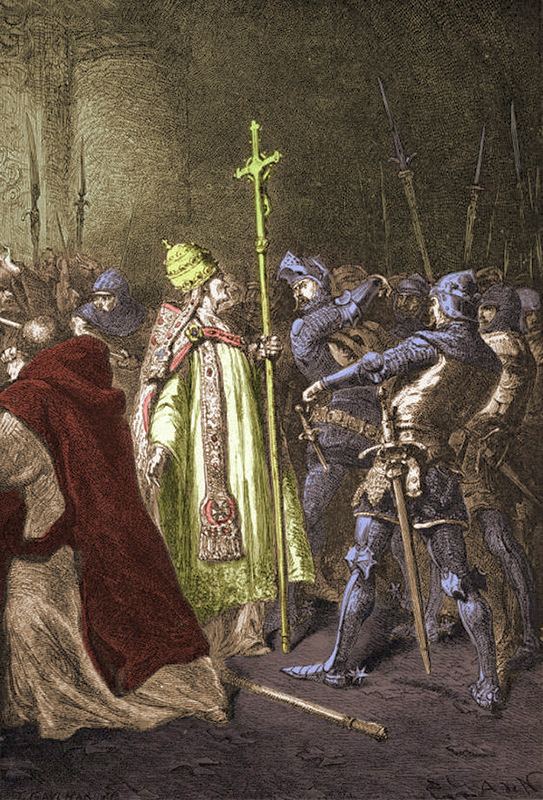
Dibujo que representa el momento de la supuesta bofetada de Sciarra Colonna al papa.

El ultraje de Anagni, o también conocido como la bofetada de Anagni, es un episodio sucedido en la ciudad de Anagni el 7 de septiembre de 1303. Actualmente se cree que no se trató propiamente de una bofetada materialmente dada, sino más bien de un golpe moral, aun cuando algunos historiadores atribuyen a Sciarra Colonna el acto de abofetear al papa Bonifacio VIII. El episodio fue cantado por Dante en su Divina Comedia. Dice:

Perché men paia il mal futuro e 'l fatto,
veggio in Alagna intrar lo fiordaliso,
e nel vicario suo Cristo esser catto.

Veggiolo un'altra volta esser deriso;
veggio rinovellar l'aceto e 'l fele
e tra vivi ladroni esser anciso.
Para que menos se vea el mal futuro y pasado,
veo en Anagni entrar la flor de lis,
y en su vicario quedar Cristo encarcelado.

Véolo ser de nuevo burlado;
veo renovar el vinagre y la hiel,
y entre vivos ladrones ser occiso.
Purgatorio, Canto XX, 85-90

## Contexto

### El conflicto entre Bonifacio VIII y el rey de Francia
El absolutismo monárquico del rey de Francia Felipe IV el Hermoso, teorizado por los romanistas de su corte, no admitía ningún poder exterior a su voluntad, por lo que chocó con la doctrina teocrática del papa Bonifacio VIII, que afirmaba el derecho pontificio sobre todos los hombres, incluso los soberanos. La enemistad entre el papa y el rey hunde sus raíces en las pretensiones del soberano de querer cobrar tributos a los eclesiásticos de su reino, para sostener las guerras que llevaba especialmente contra Inglaterra. El pontífice escribe una bula Clericis laicos, por medio de la cual prohíbe, bajo pena de excomunión, que el clero pague tributos a reyes sin el permiso de la Santa Sede. El rey de Francia responde con una decisión drástica, reteniendo todo dinero y oro que de Francia salía para Roma, por lo que Bonifacio debió dar marcha atrás y tratar de reconciliar la situación.
Pese a los intentos de reconciliación, la situación se agrava cuando Felipe IV hace arrestar al obispo de Pamiers, Bernardo de Saisset, quien se había negado a pagar los tributos al rey. El soberano lo acusa de alta traición, asumiendo una tarea que de por sí competía solo al romano pontífice, la de juzgar a los obispos. Bonifacio se encoleriza y con su falta de tacto, arremete contra el rey confirmando lo dicho en la Clericis laicos por medio de la bula Ausculta fili, donde el papa confirma lo que ha sido tradición en la Iglesia católica, que todo cristiano, aun si es rey, está sometido a la autoridad del romano pontífice. La bula en Francia fue quemada, y redactado un documento falso donde ponen en boca de Bonifacio las pretensiones de hacerse con la Corona francesa, sometiéndola no solo espiritualmente, sino también temporalmente. Esto activó la identidad nacional de los franceses, negando toda posibilidad de poder de la Iglesia en territorio francés.

### La bulaUnam sanctam
A este punto, Bonifacio promulgó la bula "Unam sanctam" (1302), con la cual venían condenadas las tesis de Felipe el Hermoso, que negaba la potestad de la Iglesia en las cosas temporales, ratione peccati, es decir, si el rey no estaba a la altura de comportarse cristianamente: todo hombre, para alcanzar la salvación, debe necesariamente someterse al Romano Pontífice. El texto desató la tormenta entre los dos poderes: Felipe lo vio como un atentado a la soberanía de Francia, y el papa pensaba en la redacción de una bula para excomulgar al rey.
A pesar de su desmesurada conciencia del poder pontificio, incluso en el orden terreno, Bonifacio VIII negó enérgicamente haber querido arrogarse la soberanía terrena por motivos mundanos. Afirmó que se había atenido a la tesis fundamental del Medievo, según la cual el papa podía (y debía) solamente ratione peccati, o, como lo expresaba santo Tomás de Aquino —por el cuidado de las almas—, intervenir como juez en los asuntos políticos, temporales. Pero, basado en este razonamiento, el papa intervino de hecho en todos los asuntos de Europa, y fracasaba en todas partes: en Alemania, Sicilia, Hungría, Escocia, Bohemia, Venecia, etc. Hay que destacar además la confusión objetiva y terminológica que gravaba en general esa tesis hierocrática.

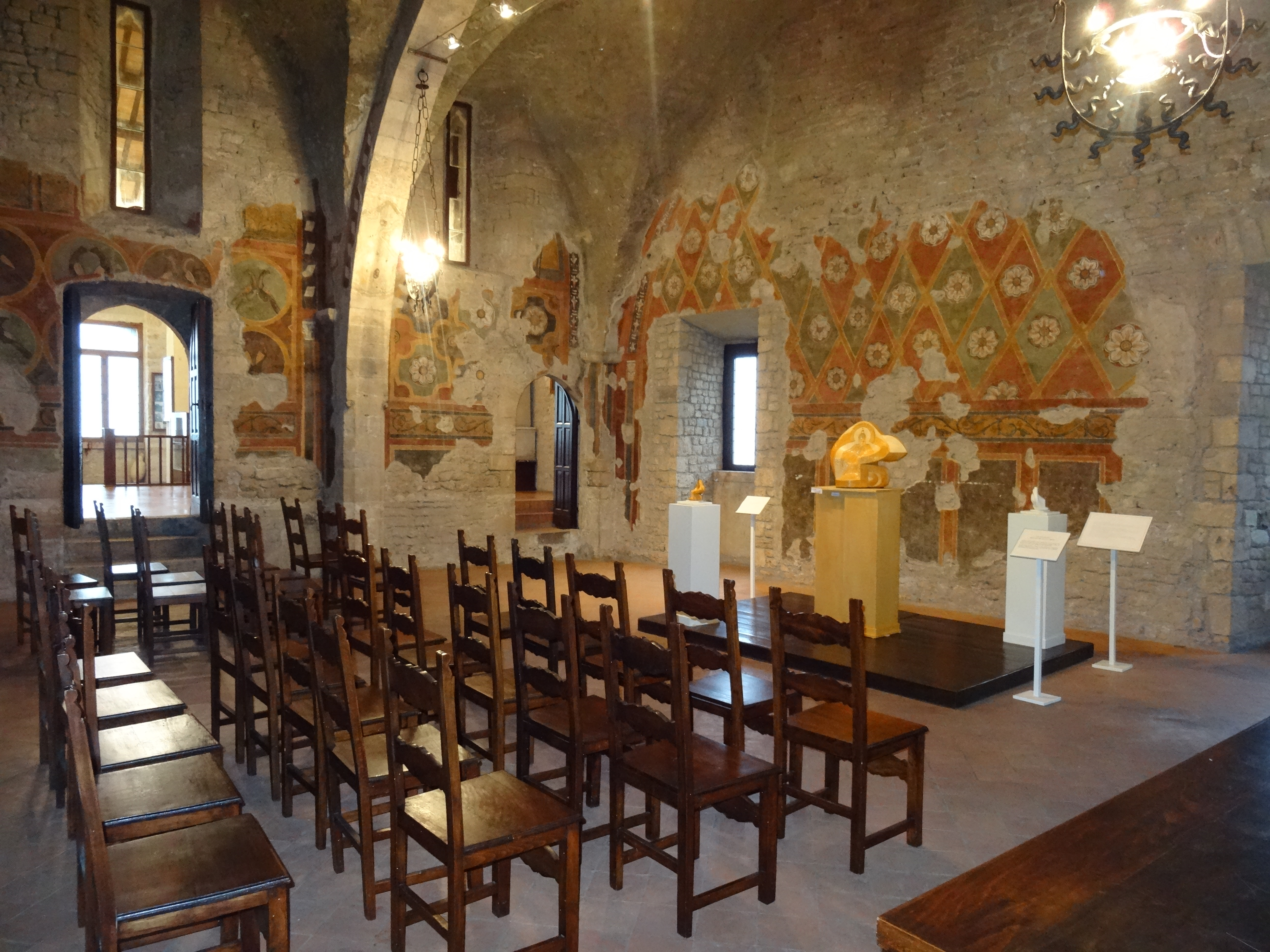
La habitación en la que se encontraba el papa en Anagni.

## La respuesta: el atentado de Anagni
Sobre la base de ese dominio universal del papa, el rey francés debía ser excomulgado en Anagni el día de la Natividad de María (8 de septiembre de 1303) y sus súbditos declarados exentos del juramento de fidelidad (en esa iglesia se había proclamado la excomunión de Alejandro III contra Federico Barbarroja y la de Gregorio IX contra Federico II). Pero Felipe ya tenía un plan acordado con sus ministros, para impedir la declaración de la bula.
El canciller de Felipe IV, Guillermo de Nogaret, aconsejó al rey la acción directa contra el papa. Con la calumnia, Nogaret indispuso los ánimos, al mismo tiempo que con sus tropas y junto con un acérrimo enemigo de Bonifacio, Sciarra Colonna, se presentó en la residencia papal de Anagni, forzó la guardia del castillo y en una escena  humillante ultrajó al pontífice y se apoderó de su persona. En el ataque de Anagni varios sirvientes del papa fallecieron, entre ellos Gregorio Bicskei, arzobispo de Estrigonia, que había abandonado el reino húngaro semanas antes.
Nogaret privó al papa Bonifacio de agua y comida durante tres días, la idea era hacerlo desfallecer y lograr que el papa dimitiera de su cargo. Pero el pontífice no se plegó y se negó rotundamente a hacerlo. Parece que Sciarra Colonna, lleno de rabia y con deseos de venganza hacia el papa, le dio una bofetada con un guante de hierro. Sin embargo, la historiografía actual demuestra que ninguno de los contemporáneos del evento habla de la supuesta bofetada.
Los pobladores de Anagni, preocupados de que la situación se les saliera de las manos, reaccionaron ante los invasores y obligaron al retiro de los franceses. El papa, agradecido con ellos, los bendijo y partió de regreso a Roma. Un mes después del atentado, el 11 de octubre de 1303, murió Bonifacio, según algunos, por las privaciones y golpes que le propinaron sus captores para hacerlo abdicar, según otros, de pena moral a causa de los ultrajes recibidos.

## Consecuencias
Con Bonifacio VIII se da inicio a un nuevo período del papado, una fase de crisis que acabará con la teocracia papal característica de la Edad Media. Volvía la costumbre, practicada mucho por los bizantinos, de arremeter violentamente contra un romano pontífice, lo que devaluará la figura, más que política, moral del papado. El rey de Francia no descansaría hasta ver juzgado, incluso después de su muerte, a Bonifacio VIII; por ello se impuso en seguida al sucesor de este que juzgara al Papa anterior, habiendose negado, lo mandó a envenenar, al momento de la elección del siguiente Papa, las tropas francesas rodearon el cónclave amenazando con la muerte a los cardenales si no elegían al candidato a Papa del rey de Francia, quien era su propio primo, fue éste quien permitió el predominio de Francia en los destinos del gobierno de la Iglesia y la instauración del cesaropapismo francés durante casi 80 años. Lo que demuestra que la actitud de los reyes de Francia hacia la religión había cambiado radicalmente.
Los poderes seculares, de reyes como el de Francia, habían conseguido el predominio sobre la Iglesia en sus respectivos territorios, dando origen al concepto de las iglesias nacionales, y a la idea de que, si un papa fallase, podría ser juzgado por un concilio general (doctrina del conciliarismo).
Por otra parte, surge lo que se llama el “nacimiento del espíritu laico”. Signo simbólico de este espíritu laico es la bula de oro de 1356, que excluye toda intervención del papa en la designación del emperador de Alemania. Así el imperio quedó ‘apartado’ del papado. 
Algunos historiadores ven en el atentado de Anagni el fin de la época medieval en la historia de la Iglesia católica y el inicio de una época nueva, llamada "el cautiverio de Aviñón" o Papado de Aviñon. El rey Felipe IV impondrá a su primo su voluntad y obligará al nuevo papa a cambiar la sede papal de Roma a Aviñón, con lo cual el papado pasara casi 80 años siendo un títere de los reyes franceses